# Šamanova valcha
Šamanova valcha (také Dolní valcha) je technická památka určená k valchování v údolí řeky Želivky v místní části Petrovice v Humpolci. Jedná se o technickou památku, ojedinělý doklad soukenické tradice na Humpolecku. Od 3. května 1958 je objekt kulturní památkou. Dle evidenčního listu nemovité kulturní památky byl v minulosti podán návrh na zrušení památkové ochrany.

## Historie a popis
První soukenická valcha na Želivce v Petrovicích byla vystavěna roku 1835 (tzv. Nová valcha). V roce 1851 vznikla také Šamanova valcha. Na ně byly najímáni humpoleckým soukenickým cechem valcháři. Leží v odlehlé osadě v meandru řeky, přibližně 1,5 km od obce. V blízkosti na Petrovickém potoku stojí Rokosův mlýn. Na začátku 20. století byl z objektu valchy odbourán signifikantní komín. Budova valchy je lemována lunetovými okny s původními empírovými mřížemi. V roce 2008 byla akcentována potřebnost rekonstrukce objektu, ke které došlo o dva roky později.
V těšné blízkosti stávala osmiboká transformátorová věž, připojená k humpolecké městské elektrárně. Prostředí valchy bylo použito při natáčení československého filmu Soukromá vichřice (1967).